# Jaguarundi amerykański
Jaguarundi amerykański, jaguarundi zatokowy, jaguarundi (Herpailurus yagouaroundi) – gatunek ssaka z podrodziny kotów (Felinae) w obrębie rodziny kotowatych (Felidae). W porównaniu do innych przedstawicieli podrodziny kotów ma bardziej spiczasty pysk, proporcjonalnie dłuższy tułów i krótsze nogi. Jego zasięg obejmuje tereny od Paragwaju aż po południowo-wschodnią część Stanów Zjednoczonych.

## Taksonomia
Gatunek po raz pierwszy zgodnie z zasadami nazewnictwa binominalnego opisał w 1803 roku francuski przyrodnik Étienne Geoffroy Saint-Hilaire nadając mu nazwę Felis yaguaroundi. Holotyp pochodził z Kajenny, w Gujanie Francuskiej. Jedyny żyjący współcześnie przedstawiciel rodzaju Herpailurus.
Herpailurus yagouaroundi często jest umieszczany w rodzaju w Puma, ale różnice molekularne i morfologiczne przemawiają za umieszczeniem go w monotypowym rodzaju Herpailurus. Dane molekularne wykazują, że H. yagouaroundi jest mało zróżnicowany w całym swoim zasięgu, co sugeruje brak podgatunków. Autorzy Illustrated Checklist of the Mammals of the World uznają ten gatunek za monotypowy.

### Etymologia
- Herpailurus: gr. ἑρπης herpēs „coś pełzającego, pełzacz”, od ἑρπω herpō „pełzać, poruszać się powoli”; αιλουρος ailouros „kot”[25].
- yagouaroundi: nazwa w guarani yaguarundi dla tego kota[26].

## Zasięg występowania
Jaguarundi amerykański występuje od Meksyku przez Amerykę Środkową i znaczną część Ameryki Południowej, na południe do środkowej Argentyny.

## Morfologia
Długość ciała (bez ogona) 48,8–83,2 cm, długość ogona 27,5–90 cm; masa ciała 3–7,6 kg. Jaguarundi jest umaszczony jednolicie, ma futro koloru rdzawego, szarego lub czarnego. Charakterystyczna jest jego sylwetka przypominająca nieco łasicę. Głowę ma niewielką, spłaszczoną, uszy małe i okrągłe, a jego ogon jest długi.

## Ekologia
Zamieszkuje obrzeża lasów deszczowych, gęste zarośla położone najczęściej w pobliżu wody i jałowe suche obszary. Wydaje się prowadzić bardziej dzienny tryb życia. Jaguarundi żywi się małymi ssakami, stawonogami, ptakami, oposami, owocami, również królikami, pancernikami i małpami.
Dojrzałość płciowa uzyskuje prawdopodobnie w wieku 2 lat. Ciąża trwa około 70 dni. Rodzą się 2, czasem 3 cętkowane młode. Cętki szybko znikają. Kocięta zaczynają jeść stały pokarm w wieku 6 tygodni.

## Status ochrony
Nie poluje się na niego ze względu na futro nienadające się do obróbki, lecz z powodu wycinek lasów deszczowych można by mu nadać status bliskiego zagrożeniu. Wymaga to jednak większej ilości danych.